# Isla McCarthy
La isla McCarthy (en inglés: McCarthy Island) es una isla de unos 2 km de largo, situada en la entrada de la bahía Rey Haakon en el lado sur de Georgia del Sur. Fue examinado por la Encuesta de Georgia del Sur en el período 1951-1957, y fue nombrado por el Comité Antártico de Lugares Geográficos del Reino Unido por Timothy McCarthy, un marinero del Bergantín Endurance durante la expedición británica bajo Ernest Shackleton entre 1914 y 1916.
La isla es administrada por el Reino Unido como parte del territorio de ultramar de las Islas Georgias del Sur y Sandwich del Sur, pero también es reclamada por la República Argentina que la considera parte del departamento Islas del Atlántico Sur dentro de la provincia de Tierra del Fuego, Antártida e Islas del Atlántico Sur.